# Zoran Kalinić
Zoran Kalinić (Servisch: Зоран Калинић) (Subotica, 20 juli 1958) is een Servisch voormalig toptafeltennisser. Hij werd - toen nog als Joegoslaaf - samen met Dragutin Šurbek in 1983 wereldkampioen dubbelspel. Daarnaast won hij het Europees kampioenschap dubbelspel in zowel 1982, 1984 (met Šurbek) als 1994 (met de Griek Kalinikos Kreanga). 

## Sportieve loopbaan
Behalve een gouden medaille won Kalinić drie keer zilver op het WK. In Dortmund 1989 behaalde hij zowel de mannendubbel- (met de Pool Leszek Kucharski) als de gemengddubbelspelfinale (met landgenote Gordana Perkučin). De Duitsers Jörg Roßkopf en Steffen Fetzner gingen niettemin met die eerste titel lopen, het Zuid-Koreaanse duo Yoo Nam-kyu/Hyun Jung-hwa met die in het gemengd dubbel.

In Chiba 1991 kreeg Kalinić nog een kans om alsnog een tweede wereldtitel te winnen. Met de Joegoslavische nationale ploeg bereikte hij de eindstrijd van het landentoernooi. Regerend kampioen Zweden viel daarin alleen niet te kloppen en prolongeerde haar titel.
In totaal nam Kalinić deel aan tien wereldkampioenschappen (1977-1995), zeven EK's (1980-1996) en aan zes edities van de Europa Top-12. Ook kwam hij voor Joegoslavië uit op de Olympische Zomerspelen 1988 en die van 1992, maar overleefde beide keren de eerste ronde niet.
Kalinić kwam in clubverband onder meer uit voor het Joegoslavische Spartak Subotica, waarmee hij in 1981 de ETTU Cup won.

## Erelijst
Belangrijkste resultaten:
- Wereldkampioen dubbelspel 1983 (met Dragutin Šurbek), zilver in 1989 (met Leszek Kucharski)
- Verliezend finalist WK gemengd dubbelspel 1989 (met Gordana Perkučin)
- Verliezend finalist WK landenteams 1991 (met Joegoslavië)
- Europees kampioen dubbelspel 1982, 1984 (met Dragutin Šurbek) en 1994 (met Kalinikos Kreanga)
- Winnaar Balkan kampioenschappen enkelspel 1980, 1982, 1983 en 1985
- Winnaar Balkan kampioenschappen dubbelspel 1979, 1982 en 1991
- Winnaar Balkan kampioenschappen gemengd dubbelspel 1980, 1981, 1982, 1983 en 1985